# Der Horla
Der Horla (französisch Le Horla) ist eine Erzählung von Guy de Maupassant. Die erste Fassung erschien am 26. Oktober 1886 in Le Gil Blas. Die endgültige Fassung erschien 1887 in der Buchausgabe Le Horla im Verlag Paul Ollendorff, Paris.

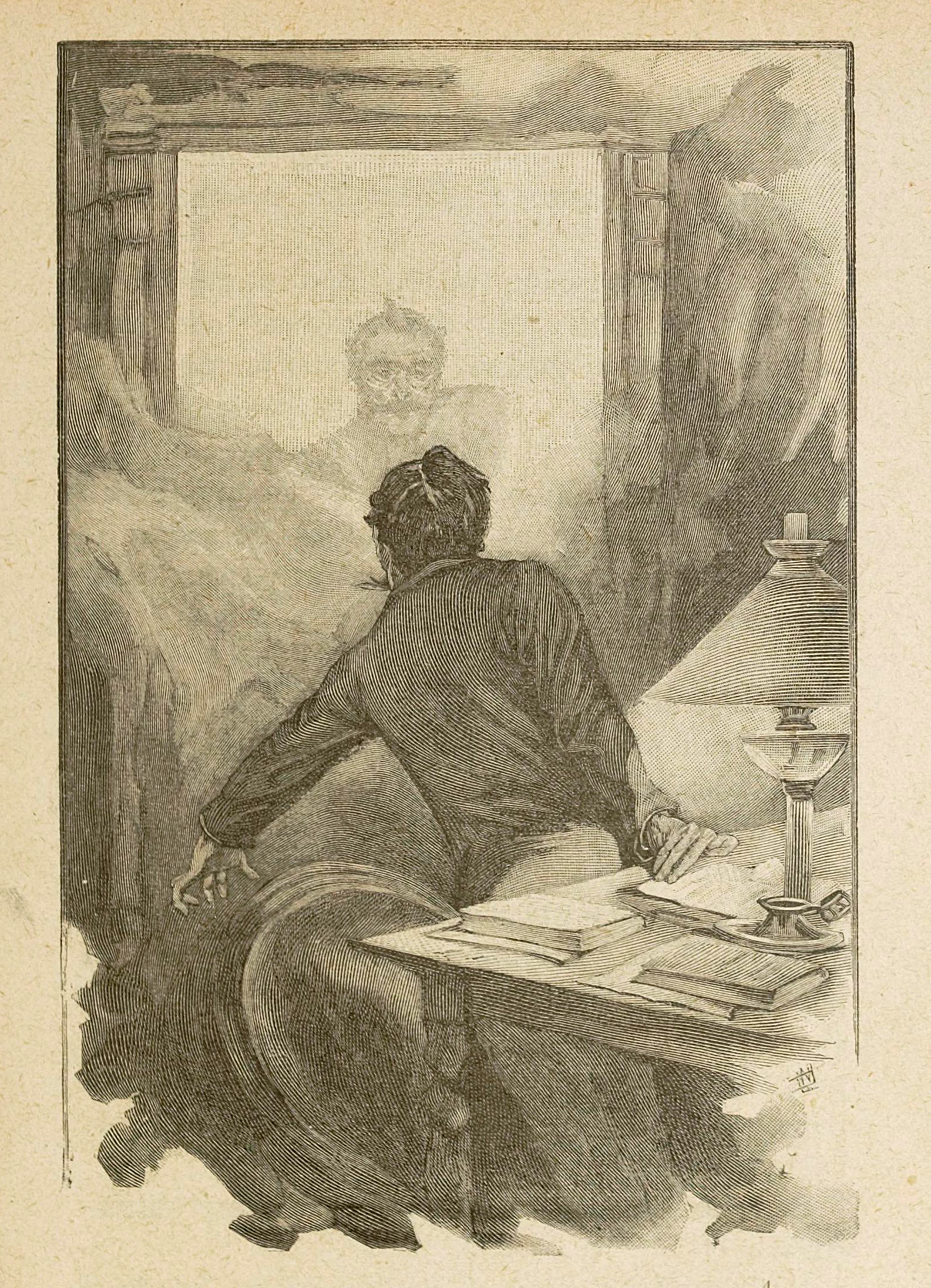
Der Protagonist sieht sich nicht im Spiegel, weil der Horla vor ihm steht

## Handlung
Die Endfassung der Novelle ist tagebuchartig aufgebaut und beschreibt die Verschlechterung des Gesundheitszustands des Ich-Erzählers. In der ersten Fassung schildert dieser als Patient mehreren Ärzten einer psychiatrischen Klinik seine Erlebnisse. Er erkennt, dass ein unsichtbares Wesen mit hypnotischen Kräften seinen Willen steuert und ihm im Schlaf die Lebenskraft aussaugt. Da das Wesen Wasser trinkt, stellt er abends eine Wasserkaraffe auf seinen Nachttisch und schmiert sich danach die Hände mit Graphit ein, das, falls er nachts selbst das Wasser tränke, Spuren hinterlassen müsste. Am nächsten Morgen ist die Karaffe leer und weist keinerlei Spuren von Graphit auf. Der Erzähler flüchtet nach Paris, wo er an einer Abendgesellschaft teilnimmt, in deren Verlauf ein Hypnotiseur auftritt und einer Teilnehmerin in Trance befiehlt, den Erzähler am nächsten Morgen um Geld zu bitten. Dies tut sie tatsächlich und kann sich hinterher nicht mehr an den Vorfall erinnern.
Der Erzähler kehrt in sein Landhaus zurück und stellt zunächst keinerlei paranormale Vorgänge fest. Doch dann gewinnt der Horla Macht über ihn. Der Erzähler nimmt die physische Gegenwart des Horla wahr. Einmal beobachtet er, wie sich die Seiten eines Buches scheinbar von allein umblättern, einmal sieht er sein Abbild im Spiegel nicht, weil offenbar der Horla vor ihm steht. Hier endet die erste Fassung mit der Befürchtung, dass ein dem Menschen überlegenes Wesen gekommen sei, um die Weltmacht zu übernehmen.
In der zweiten Fassung lässt der Erzähler sein Schlafzimmer mit einer Sicherheitstür und Fenstergittern ausstatten. Als er sicher ist, dass der Horla sich im Zimmer aufhält, schließt er ihn ein und brennt sein Haus nieder. Die Bediensteten, die er vergessen hat, kommen im Dachgeschoss um. Der Erzähler ist sich aber nicht sicher, ob der Horla im Feuer gestorben ist, und fürchtet, das letzte Mittel, ihm zu entkommen, sei Selbstmord.

## Form und Sprachstil
In der ersten Fassung der Erzählung schildert der Erzähler sein Drama einer Reihe von Ärzten. In seinem Schlussbericht kann der Arzt nicht beurteilen, ob der Patient oder er selbst verrückt sei. Dies gibt der Erzählung eine besondere Note der Unlösbarkeit.
Die Erzählung ist gekennzeichnet durch die große Sprachgewalt Maupassants. Er transkribiert die atemlose Gehetztheit und große Seelenpein des Ich-Erzählers in einen kurzatmigen Staccato-Stil. Ausweglosigkeit und Selbstzweifel bildet er mit einer Unzahl von Fragen und Ausrufen ab. Der Triumph des Ich-Erzählers am Ende wird in spontanem Sprechstil und Wortwiederholungen dargestellt. Im Verlauf der Handlung sind Sätze verkrüppelt und sollen auf diese Weise den galoppierenden Wahnsinn dokumentieren.

## Stellung in der Literaturgeschichte

### Einordnung ins Werk des Autors
Der Horla entstand in Maupassants zweiter Schaffensphase nach dem großen Erfolg des Romans Bel-Ami (1885) und der weniger depressiven Phase in der Mitte der 1880er Jahre. Der Horla ist eine der wenigen fantastischen Erzählungen Maupassants und erregte bei seinem Erscheinen großes Aufsehen.
Bekannt ist, dass Maupassant von Grenzbereichen des Bewusstseins und pathologischen Zuständen fasziniert war. Seit 1880 litt er wiederholt unter Halluzinationen, war sich während der Niederschrift des Horla seiner Schaffenskraft jedoch noch weitgehend sicher, da er keine Symptome von Wahnsinn zeigte.

### Stellung in der Literaturgeschichte
Die Novelle gehört bis heute zu den vorrangigen fantastischen Erzählungen der Weltliteratur.

## Werkanalyse und Rezeption
Der Horla kann als Prototyp der phantastischen Novellen Maupassants gelten. Hier werden alle möglichen Erscheinungsformen von Wahnsinn, Angst und Halluzination gezeigt. Das Ende stellt der psychische Verfall des Helden dar. Der Horla ist der Tagebuchbericht eines Mannes, dessen körperlicher und seelischer Zustand sich stetig verschlimmert. Dabei sucht er mit seinem analytischen Verstand nach den Ursachen des Leidens. Mit seinen Sinnen kann er seinen Fall nicht analysieren; das Unwohlsein ist nicht wahrnehmbar. Es ist menschlichem Empfinden entzogen. Dennoch lastet der Ich-Erzähler die Gründe für seinen elenden Zustand seinen Sinnen an, eben weil sie ihm nicht weiterhelfen können. Die Sinne können jedoch nicht die gesamte Wirklichkeit erfassen und durchdringen. Das Unsichtbare wird im Verlauf der Erzählung mehr und mehr zur Obsession. Der Erzähler hört nie auf zu denken. Die Analyse der Wahrnehmung wird wichtiger als die Wahrnehmung selbst. Die Einschränkung von Wahrnehmung und Wissen führt zum Zerfall des autonomen Willens und zum Zusammenbruch der autonomen Persönlichkeit: "Ich kann nicht mehr wollen, aber jemand will für mich und ich gehorche."
Rationalität dominiert die Gefühlswelt. Sie entwickelt eine Art terroristischer Herrschaft über den Erzähler, der stets verkrampft versucht, sein Inneres „im Griff“ zu haben. Wie das Äußere soll auch das Innere sichtbar gemacht werden. Der Erzähler lässt zur Gewissheit werden, dass seine innere Leere von einem geheimnisvollen anderen Wesen, dem Horla (hors-là = da draußen), ausgefüllt wird, der jedoch nur in seiner Einbildung existiert und ihn als illusorische Kraft zerstört. Sein Alleinsein martert ihn. Sein Partner ist das Tagebuch. Im Schreiben vergrößert sich die Angst des Alleinseins.
Rationalität kann nicht zur Lösung des Problems beitragen. Die rationale  Schlussfolgerung des Lesers, den Erzähler als psychisch krank zu stempeln und das Individuum, den Vater oder die Mutter als Ursache zu erkennen, greift zu kurz und ist gegen die Absicht Maupassants. Rationalität und Wahnsinn sind zu eng verknüpft. Das Problem bleibt ungelöst.
Wahrnehmung kann als zentrales Thema der Erzählung gesehen werden. Dass der Erzähler mit Wahrnehmung seine Probleme selbst erkennen will, zeigt auf eine enorme Verengung der Wirklichkeit. Die Sinne werden auf ihre wirklichkeitsbewältigende Funktion verkürzt. Sie werden entsubjektiviert, verwissenschaftlicht und damit zu bloßen Arbeits- und Erkenntnisinstrumenten degradiert. Wahre Sinnlichkeit wird verstümmelt. Sinnlicher Bezug zum Dasein geht verloren. Das Subjekt versachlicht.
„Der Leser wird fast unmerklich in den Sog der Identifizierung mit dem Ich-Erzähler hineingerissen und erlebt die von steigendem Entsetzen begleitete Zerstörung einer anfangs geistig intakten Persönlichkeit in einer verwirrenden und bestürzenden Direktheit, die in der sonstigen Novellistik kaum ihresgleichen findet.“

## Sonstiges
Guy de Maupassant nannte seinen Fesselballon Horla. Einen Ausflug mit diesem beschreibt er in der Erzählung Der Flug des Horla, die mit der Horla-Novelle nicht in Zusammenhang steht.

## Adaptionen
- Patrice Oliva: Der Horla (Kammeroper, UA November 2018)

Der Horror-Film Diary of a Madman von 1963, Regie Reginald Le Borg, basiert auf Maupassants Novelle.
Eine moderne Verfilmung ist Marion Desseigne Ravels Horrorfilm Das unsichtbare Wesen (Le Horla) von 2022.

## Ausgaben

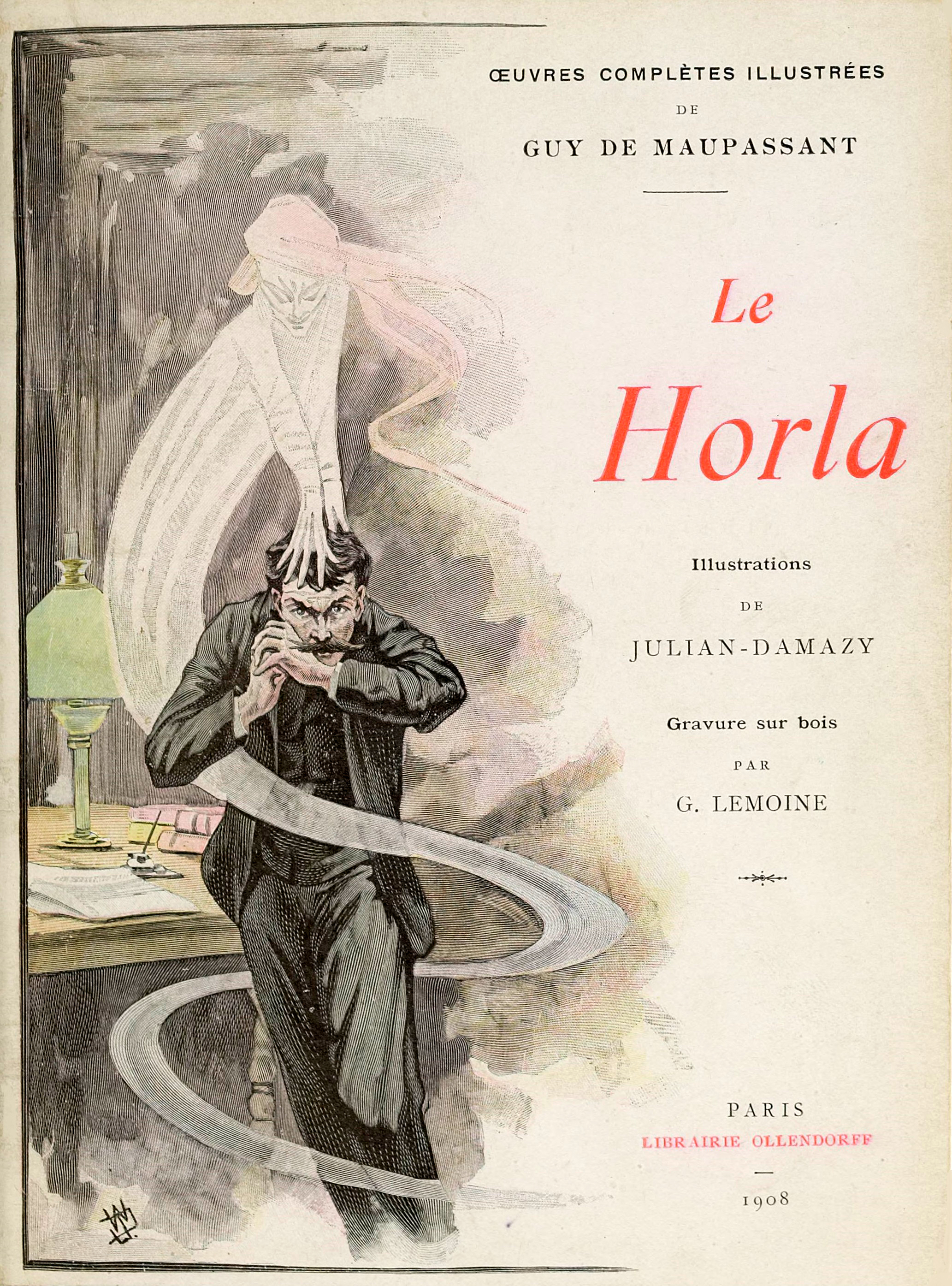
Französische Ausgabe aus dem Jahre 1908

- Le Horla. In: Guy de Maupassant: Contes et nouvelles. Tome 2. Texte établi et annoté par Louis Forestier. S. 1612–1625. Bibliothèque de la Pléiade. Ed. Gallimard 1979.

Kritische Ausgabe mit beiden Fassungen.
- Der Schmuck. Der Teufel. Der Horla. Übers. u. hrsg. von Ernst Sander. Stuttgart, Reclam, ISBN 978-315-006795-6
- Der Horla. Audio-Book. Festa-Verl. 2004. Hrsg. u. Sprecher H. R. Giger, ISBN 3-8-6552003-0.
- Das unsichtbare Wesen. (Übers. von Ulrich Klappstein), JMB Verlag, Hannover 2013, ISBN 978-3-944342-15-3.